# Келитон (Алабама)
Келитон (енгл. Kellyton) град је у америчкој савезној држави Алабама. По попису становништва из 2010. у њему је живело 217 становника.

## Демографија
Према попису становништва из 2010. у граду је живело 217 становника.
| Група             | 2000.  | 2010.       |
| Белци             | . (.%) | 146 (67,3%) |
| Афроамериканци    | . (.%) | 43 (19,8%)  |
| Азијати           | . (.%) | 0 (0,0%)    |
| Хиспаноамериканци | . (.%) | 25 (11,5%)  |
| Укупно            | .      | 217         |